# Cost de transacció
En economia i disciplines relacionades, un cost de transacció és un cost incorregut per a realitzar un intercanvi econòmic, més precisament una transacció en el mercat. El cost no existeix en el marc d'una competència perfecta.
La idea d'un cost del sistema de preus va ser evocada per primera vegada per l'economista Ronald Coase en el seu article The Nature of the Firm (1937). Coase explica que "quan es desitja operar una transacció en un mercat, és necessari investigar als contractistes, proporcionar-los certes informacions necessàries i establir les condicions del contracte, dur a terme les negociacions que instaurin un veritable mercat, establir una estructura de control de les respectives prestacions d'obligacions de les parts, etc."
Aquest concepte permet explicar, segons Coase, per què totes les transaccions no són transaccions de mercat i, pel mateix, l'existència d'empreses o signatures que poden limitar eficaçment els seus costos en imposar la cooperació entre els seus empleats; no obstant això, és a John Kenneth Arrow a qui es deu l'expressió "cost de transacció". I fou Oliver Williamson qui desenvolupà i formalitzà l'aproximació de les organitzacions econòmiques pel seu biaix a l'intern del que denomina justament la teoria dels costos de transacció.

## Tipus de costos de transacció
Carl J. Dahlman reagrupa els costos de transacció en tres categories:
1. Costos de recerca i informació: són els costos incorreguts a determinar si el ben necessitat està disponible en el mercat, qui té el menor preu, etc. Inclouen la prospecció, comparació de la relació qualitat/preu de les diferents prestacions proposades, estudi de mercat, etc.
2. Costos de negociació i de decisió: són els costos necessaris per a arribar a un acord acceptable amb l'altra part de la transacció, com la redacció d'un contracte apropiat, per exemple. En la teoria de jocs, aquest és analitzat per exemple en el joc del gallina.
3. Costos de vigilància i d'execució: són els costos necessaris per a assegurar que l'altra part mantingui els termes del contracte i prendre accions apropiades (sovint, a través del sistema legal) si no s'aconsegueix aquesta comesa. Involucren el control de qualitat de la prestació, la verificació del lliurament, etc.

No obstant això, posteriorment Dahlman afirma que tots aquests tipus de costos de transacció poden ser agrupats en una sola categoria:aquells associats a la pèrdua de recursos ocasionada per informació imperfecta

## Exemples
Per exemple, la majoria de les persones ha de pagar una comissió a un intermediari financer quan compren o venen una acció; aquesta comissió és un cost de transacció associat a negociar amb accions. Així mateix, a l’hora de comprar un producte, els costos no es limiten només al preu del producte en si, sinó també a l’energia i l’esforç necessaris per esbrinar quin dels diversos productes es prefereix, on es poden trobar i a quin preu, el cost de viatjar al lloc de compra, i el temps d’espera per adquirir-lo; tots aquests són costos de transacció. Per tant, quan s'avalua racionalment una transacció potencial, és important considerar els costos de transacció, que podrien ser significatius. Per exemple, el cost explícit de l’enviament d’una compra en línia podria ser inferior al cost implícit, en temps i transport, d’una compra en botiga.